# Hedysarum tenuifolium
Hedysarum tenuifolium är en ärtväxtart som först beskrevs av Boris Fedtjenko, och fick sitt nu gällande namn av Boris Fedtjenko. Hedysarum tenuifolium ingår i släktet buskväpplingar, och familjen ärtväxter. Inga underarter finns listade i Catalogue of Life.